# Lysminut
|  | Sammenskrivningsforslag Artiklen Lysminut er foreslået føjet ind i Lysår. (Siden februar 2025) Diskutér forslaget |

Et lysminut er den afstand lyset kan rejse på ét minut i vakuum. Med lysets hastighed på 299.792.458 m/s bliver det så 17.987.547,480 km {\displaystyle \approx } 18 mio. km.
På tilsvarende vis defineres et lyssekund til 299.792,458 km {\displaystyle \approx } 300.000 km.